# Калиновка Вторая (Краснодарский край)
Калиновка Вторая — хутор в Крымском районе Краснодарского края.
Входит в состав Киевского сельского поселения.

## Население
| 1999 | 2002 | 2010 |
| ---- | ---- | ---- |
| 66   | ↗70  | ↘56  |